# Modern femkamp vid olympiska sommarspelen 1988
Resultat från tävlingarna i modern femkamp vid olympiska spelen 1988. 

## Medaljörer
| Spel                     | Guld                                              | Silver                                                 | Brons                                                          |
| Individuellt Detaljer... | János Martinek Ungern                             | Carlo Massullo Italien                                 | Vachtang Iagorasjvili Sovjetunionen                            |
| Lag Detaljer...          | Ungern János Martinek Attila Mizsér László Fábián | Italien Carlo Massullo Daniele Masala Gianluca Tiberti | Storbritannien Richard Phelps Dominic Mahony Graham Brookhouse |

## Medaljtabell
| Pl. | Nation         | Guld | Silver | Brons | Totalt |
| --- | -------------- | ---- | ------ | ----- | ------ |
| 1   | Ungern         | 2    | 0      | 0     | 2      |
| 2   | Italien        | 0    | 2      | 0     | 2      |
| 3   | Sovjetunionen  | 0    | 0      | 1     | 1      |
| 3   | Storbritannien | 0    | 0      | 1     | 1      |

## Deltagande nationer
| - Australien (1) - Österrike (1) - Bahrain (3) - Kanada (3) - Chile (3) - Kina (1) - Kinesiska Taipei (2) - Tjeckoslovakien (3) - Danmark (1) | - Egypten (3) - Frankrike (3) - Storbritannien (3) - Ungern (3) - Italien (3) - Japan (3) - Mexiko (3) - Polen (3) | - Portugal (1) - Sydkorea (3) - Sovjetunionen (3) - Spanien (3) - Sverige (3) - Schweiz (3) - USA (3) - Uruguay (1) - Västtyskland (3) |